# ترتيب هجائي
الترتيب الهجائي أو الترتيب الأبتثي يسمى أيضًا الترتيب الألفبائي رتبت الحروف الهجائية العربية ترتيبًا شكليًا يعتمد «الأشباه والنظائر» (أي تشابه الحروف من حيث رسمها) ويرجع هذا الترتيب إلى اللغوي نصر بن عاصم الليثي الكناني (ت 90هـ / 708م)، وذلك بتكليف من الحجاج بن يوسف الثقفي (ت 95هـ / 714م)، وقد سمي هذا الترتيب اصطلاحًا بالترتيب الألفبائي، تمييزًا له عن الترتيب الأبجدي.

## نظام الحروف
نظام الحروف في الترتيب الهجائي على النحو التالي: أ، ب، ت، ث، ج، ح، خ، د، ذ، ر، ز، س، ش، ص، ض، ط، ظ، ع، غ، ف، ق، ك، ل، م، ن، هـ، و، ي. يعتبر هذا الترتيب أكثر تواترًا في الاستعمال : فقد رتِّبت بمقتضاه المادة اللغوية في بعض المعجمات القديمة وفي كل المعاجم الحديثة. ويعتمد هذا الترتيب اعتمادًا تامًا في إنجاز الفهارس الملحقة بالمصنفات والأبحاث، فعلى أساسه ترتّب المصادر والمراجع (اعتمادًا على اسم المؤلف أو عنوان الكتاب)، والمؤلفون، والأعلام، والقوافي، والمواضع والبلدان، والأحاديث، والمصطلحات والأمثال وكل مادة يحتاج فيها إلى فهرسة. يستعمل هذا الترتيب مدخلًا للجذاذات في المكتبات سواء أكان المدخل اسم المؤلف أو عنوان المصنف أو موضوعه أو مجاله.